# Mrs. Ples

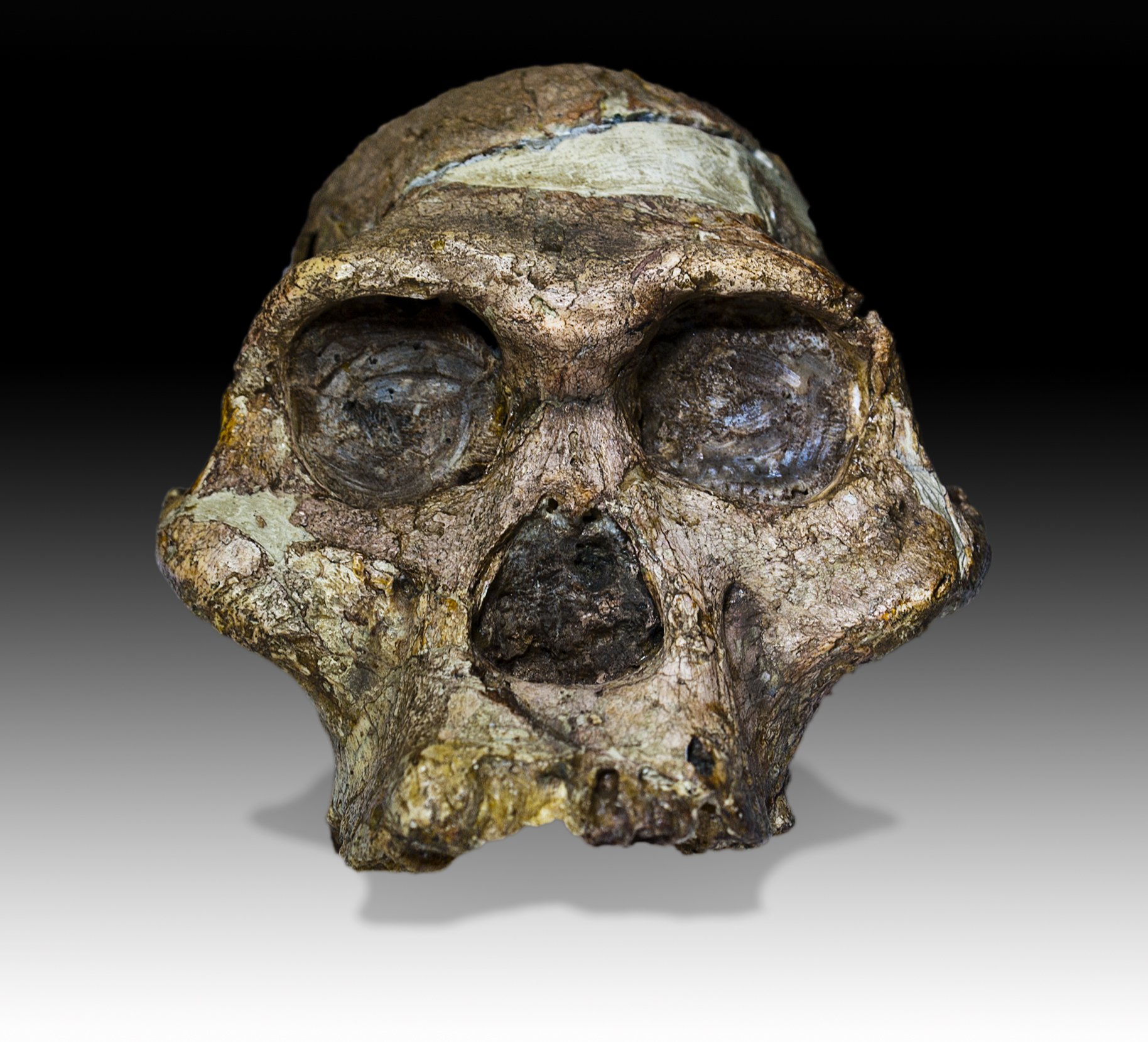
Original des Schädels von „Mrs. Ples“ im Transvaal Museum in Pretoria,
Ansicht von vorne

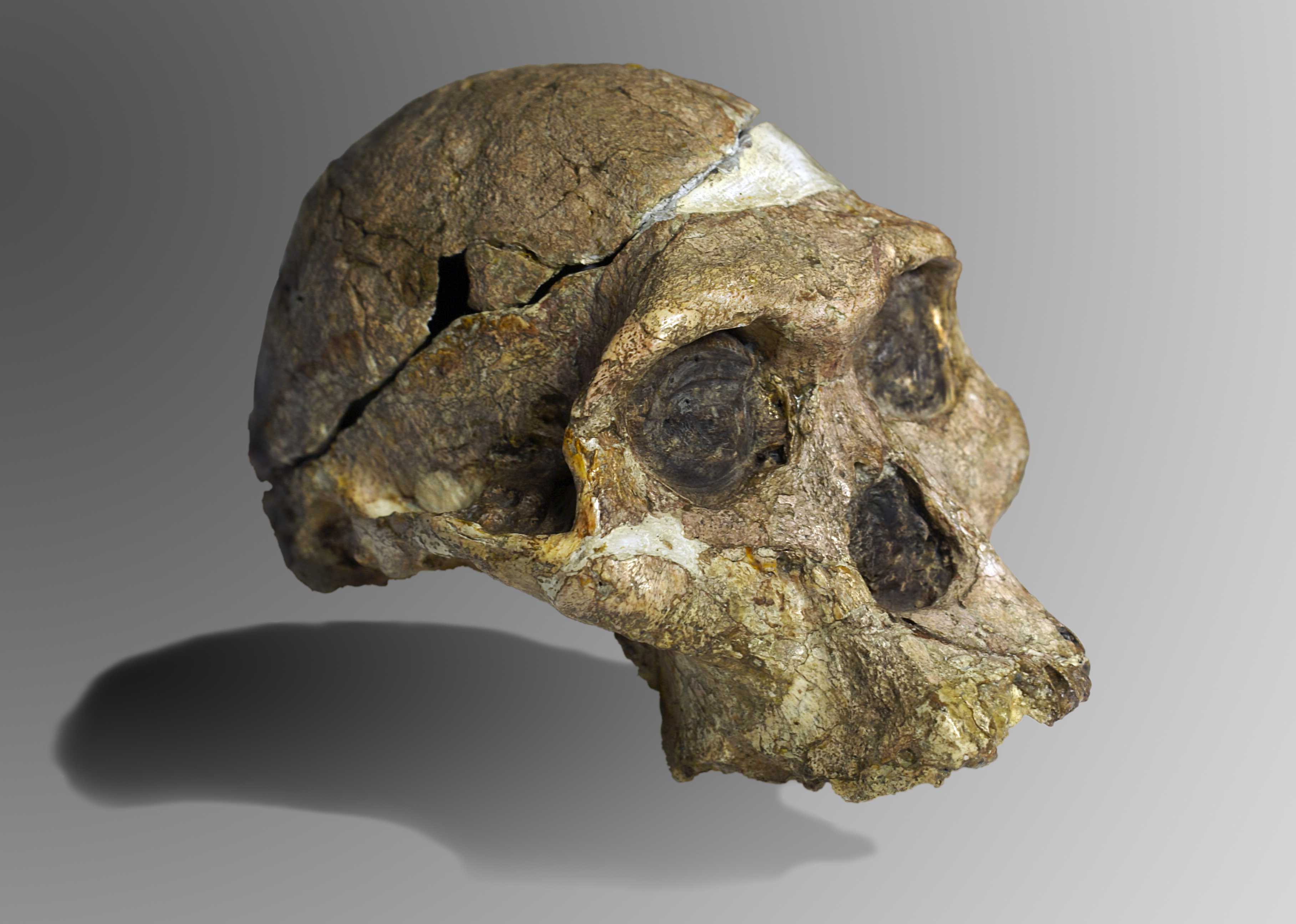
Original des Schädels von „Mrs. Ples“ im Transvaal Museum in Pretoria,
Ansicht von der Seite

Mrs. Ples ist die gängige Bezeichnung für einen außergewöhnlich gut und nahezu vollständig erhaltenen Schädel eines Australopithecus africanus. Der Spitzname „Mrs. Ples“ ist von der Gattung Plesianthropus („Fast-Mensch“) abgeleitet, zu der sein Entdecker Robert Broom den Schädel 1947 in seiner Erstbeschreibung gestellt hatte. Zudem hatte Broom von bestimmten Merkmalen abgeleitet, dass der Schädel von einem weiblichen Individuum stamme.

## Der Fund

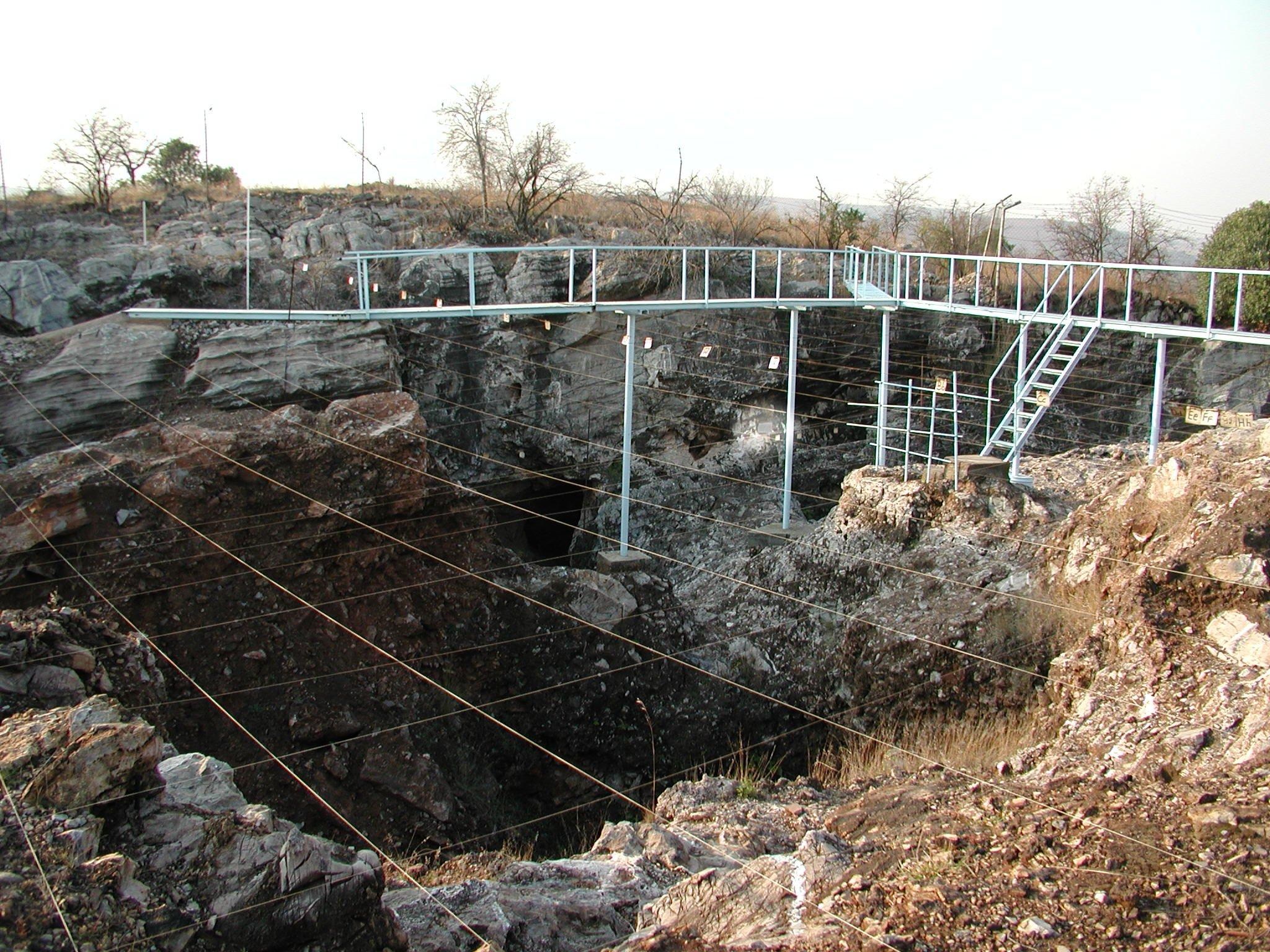
Ausgrabung in Sterkfontein: „Mrs. Ples“ wurde an der gegenüberliegenden Seite entdeckt.

„Mrs. Ples“ (Sammlungsnummer Sts 5) wurde von Robert Broom und seinem Assistenten John T. Robinson am 18. April 1947 im südafrikanischen Sterkfontein entdeckt. Das Geschlecht des Fossils ist unbekannt. Bei Röntgenuntersuchungen wurde festgestellt, dass der Schädel möglicherweise von einem adoleszenten Individuum stammt, und spekuliert, er stamme von einem männlichen Individuum.
Die Maße des Schädels wurden in der Erstbeschreibung im Mai 1947 in Nature wie folgt angegeben: Stirn (Glabella) – Schädelrückseite (Opisthocranium): 150 mm; Schläfe – Schläfe: 100 mm; daraus wurde ein Gehirnvolumen von rund 500 cm³ errechnet. In jüngerer Zeit wurde ein Gehirnvolumen von 485 cm³ berechnet.
Gleichfalls 1947 entdeckten Broom und Robinson in der gleichen Schicht in unmittelbarer Nähe von Sts 5 Teile eines postcranialen Skeletts; es erhielt die Katalognummer Sts 14. Dieses besteht aus der nahezu vollständigen Hüfte, 13 im Skelettverbund vollständigen Wirbeln, einigen Rippen und einem Oberschenkel. Die Stellung des Oberschenkels im Becken von Sts 14 wurde von Robert Broom erstmals als Beleg des aufrechten Ganges bei Australopithecinen gedeutet und später von Robinson anhand weiterer Fossilien untermauert. Francis Thackeray vom Northern Flagship Institute (Transvaal, Südafrika) vermutete nach seiner Untersuchung der Skelettreste von Sts 14 in den späten 1990er-Jahren eine Zusammengehörigkeit mit Sts 5.
In welcher verwandtschaftlichen Nähe Australopithecus africanus zu den frühesten Vertretern der Gattung Homo und damit zum modernen Menschen steht, ist ungeklärt.

## Datierung
Das Fossil stammt aus einem als „Member 4“ (Fundschicht 4) bezeichneten Fundhorizont, dessen Alter geraume Zeit mit 2 bis 3 Millionen Jahre angegeben wurde. Eine 2003 publizierte Oberflächenexpositionsdatierung ergab jedoch ein mögliches Alter von rund vier Millionen Jahren. 2005 wurde das Fossil hingegen auf etwa 2,15 Millionen Jahre datiert. 2010 ergab eine Uran-Blei-Datierung hingegen ein Alter von 2,65 ± 0,30 Millionen Jahren. In einer 2011 publizierten Studie wurde dem Alter der Fundschicht aufgrund einer paläomagnetischen Analyse ein Alter von nur 2,16 bis 2,05 Millionen Jahren zugeschrieben, was bedeutete, dass Mrs. Pless laut dieser Datierung als das jüngste aller bisher entdeckten Exemplare von Australopithecus africanus interpretiert wurde. Im Juni 2022 wurde die Datierung aus dem Jahr 2003 gestützt, als einer neuerlichen Oberflächenexpositionsdatierung (Aluminium-Beryllium-Methode) der Fundschicht 4 ein Alter von 3,41 ± 0,11 Jahren ergab.

## Belege
1. ↑  Robert Broom: Discovery of a New Skull of the South African Ape-man, Plesianthropus. In: Nature. Band 159, 1947, S. 672; doi:10.1038/159672a0.
2. ↑   J. F. Thackeray, J. Braga, J. Treil, N. Niksch und J.H. Labuschagne: ‚Mrs Ples‘ (Sts 5) from Sterkfontein: an adolescent male? In: South African Journal of Science. Band 98, 2002, S. 21–22.
3. ↑  Glenn C. Conroy et al.: Endocranial Capacity in an Early Hominid Cranium from Sterkfontein, South Africa. In: Science. Band 260, 1998, S. 1730–1731; doi:10.1126/science.280.5370.1730.
4. ↑  John T. Robinson: Early Hominid Posture and Locomotion. University of Chicago Press, 1973, ISBN 978-0-22672230-6.
5. ↑  Nachruf der University of Wisconsin–Madison für John T. Robinson, 4. Februar 2002. (Memento vom 1. September 2006 im Internet Archive)
6. ↑  Surprise: Museum find links Mrs Ples skull to rest of body. (Memento vom 18. Oktober 2012 im Internet Archive) Auf: Im Original publiziert auf primeorigins.co.za.
7. ↑  ’Mother Africa and Mrs Ples’ exhibition at the Transvaal Museum. (Memento vom 14. Januar 2009 im Internet Archive) Im Original publiziert auf: ambafrance-rsa.org, 2007.
8. ↑  Tim C. Partridge et al.: Lower Pliocene Hominid Remains from Sterkfontein. In: Science. Band 300, Nr. 5619, 2003, S. 607–612, doi:10.1126/science.1081651.
9. ↑   T. C. Partridge: Dating of the Sterkfontein hominins: progress and possibilities. In: Transactions of the Royal Society of South Africa. Band 60, 2005, S. 107–110.
10. ↑  Robyn Pickering und Jan D. Kramers: Re-appraisal of the stratigraphy and determination of new U-Pb dates for the Sterkfontein hominin site, South Africa. In: Journal of Human Evolution. Band 59, Nr. 1, 2010, S. 70–86, doi:10.1016/j.jhevol.2010.03.014.
11. ↑  Andy I. R. Herries, John Shaw: Palaeomagnetic analysis of the Sterkfontein palaeocave deposits: Implications for the age of the hominin fossils and stone tool industries. In: Journal of Human Evolution. Band 60, Nr. 5, 2011, S. 523–539, doi:10.1016/j.jhevol.2010.09.001.
12. ↑  Darryl E. Granger et al.: Cosmogenic nuclide dating of Australopithecus at Sterkfontein, South Africa. In: PNAS. Band 119, Nr. 27, 2022, e2123516119, doi:10.1073/pnas.2123516119.

Koordinaten: 26° 0′ 56″ S, 27° 44′ 5″ O